# 신사카촌
신사카촌(新坂村)은 히로시마현 진세키군에 있던 촌이다. 현재의 진세키코겐정, 쇼바라시의 일부에 해당한다.

## 역사
- 1889년 4월 1일 - 정촌제 시행에 의해 진세키군 신사카촌이 성립하였다.
- 1955년 4월 1일 - 신사카촌이 분립으로 유키정, 오노촌이 합병, 유키정이 존속, 잔부는 도조정, 오누카촌, 야하타촌, 다모리촌, 구시로촌, 다이샤쿠촌과 합병, 도조정이 존속해 폐지되었다.

## 참고문헌
- 角川日本地名大辞典 34 広島県
- 『市町村名変遷辞典』東京堂出版、1990年。